# Вяземская, Любовь Орестовна
Любо́вь Оре́стовна Вя́земская (1869—1960) — русский и советский педагог, доктор педагогических наук (1954), профессор (1954).
Разрабатывала проблемы методики преподавания английского языка в технических школах и высших учебных заведениях, была автором ряда работ.

## Биография

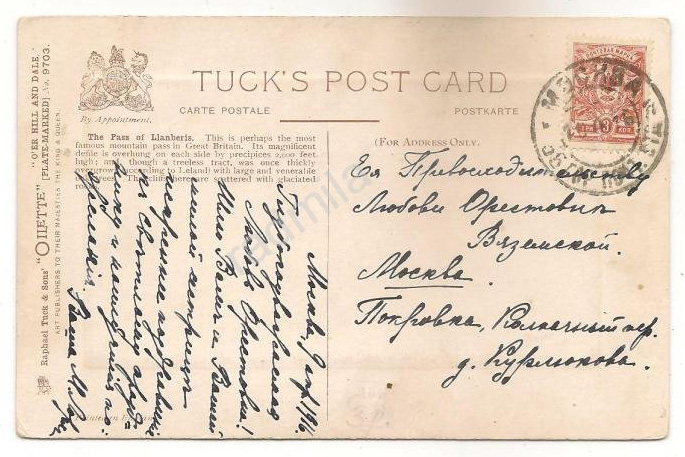
Поздравление Любови Вяземской и её сестре, 1916 год

Родилась 3 ноября 1869 года в городе Киржач Владимирской губернии в семье действительного тайного советника Ореста Полиеновича Вяземского и его жены Елены Дмитриевны (урождённая Пшенецкая), где кроме Любови росли два сына — Валериан и Александр, а также сестра Валентина; ещё один ребёнок — Елена, умерла в младенчестве.
В 1901 году окончила Кембриджский университет (первая русская женщина, окончившая этот университет) и в августе 1902 года была утверждена в звании учительницы английского языка в гимназиях. В 1903 году в Москве учредила «Первое частное женское коммерческое училище Л. О. Вяземской», которое в 1908 году было преобразовано «Частную женскую гимназию Л. О. Вяземской». В 1916 году Любовь Вяземская окончила физико-математический факультет Московского университета. После Октябрьской революции, в 1918 году, передала гимназию государству и поступила на советскую службу. Гимназия впоследствии была преобразована в 41-ю московскую школу.
С 1919 года работала учёным секретарём физико-математической секции научного отдела Наркомата просвещения. В августе 1919 года была арестована по групповому делу кадетов, но по ходатайству юридического отдела Московского Политического
Красного Креста освобождена. В октябре 1920 года снова была арестована. В конце октября 1920 года обратилась с заявлением в Президиум ВЧК для выяснения обстоятельства дела и в ноябре этого же года была освобождена. Продолжила работать учёным секретарём научного отдела Наркомпроса.
С 1924 года работала старшим преподавателем водного факультета Московского института инженеров транспорта (ныне Московский институт инженеров путей сообщения императора Николая II), где с 1938 по 1957 год была заведующей кафедрой иностранных языков. Владела тремя языками — немецким, английским и французским. В 1954 году, в 85 лет, защитила докторскую диссертацию на тему «Иностранный язык в наших высших технических учебных заведениях» и в этом же году стала профессором.
Умерла 22 августа 1960 года в Москве. Похоронена на Донском кладбище.
Л. О. Вяземская была удостоена знака «Почётный железнодорожник» (1940) и награждена орденом «Знак Почёта» (1945).